# Shout (canção)
“Shout” é uma canção da banda britânica Tears for Fears, escrita por Roland Orzabal e Ian Stanley, e interpretada por Orzabal (dividindo os vocais com Curt Smith no refrão). Lançado primeiramente no Reino Unido em 23 de novembro de 1984, foi o oitavo single lançado pela banda (o segundo do álbum Songs from the Big Chair) e o sexto a alcançar o UK Top 40, atingindo o 4º lugar em janeiro de 1985. Nos Estados Unidos, alcançou o 1º lugar na Billboard Hot 100 em 3 de agosto de 1985, e permaneceu nessa colocação por três semanas. "Shout" se tornaria uma das canções mais bem sucedidas de 1985, alcançando o Top 10 em vários países. É considerada uma das mais reconhecidas canções da década de 1980, assim como também a marca registrada do grupo do mundo da música. 

## Música
Enquanto o single anterior da banda “Mothers Talk” apresentou um novo e extrovertido estilo de composição, “Shout” foi concluída com acordes poderosos, percussão pesada, solos de baixo e vocais de apoio femininos. A canção até mesmo contou com um longo solo de guitarra, algo inédito na música de Tears for Fears.
"A canção foi escrita no meu quarto com apenas um pequeno sintetizador e uma bateria eletrônica. Inicialmente eu tinha apenas o refrão, que era muito repetitivo, como um mantra. Eu toquei isso para Ian Stanley, nosso tecladista, e Chris Hughes, o produtor. Eu via a canção como uma boa faixa para um CD, mas eles estavam convencidos de que ela se tornaria um sucesso ao redor do mundo."— Roland Orzabal
“Nós estávamos no meio da gravação de “Mothers Talk” quando Roland tocou para nós uma versão rudimentar de uma nova canção que ele estava trabalhando. Era bem lenta e muito simples. Eu me lembro de ter dito “essa canção é tão simples que deve levar cerca de cinco minutos para gravá-la.” Semanas depois... nós estávamos gravando “Shout” quando Roland estava fazendo sua festa de aniversário. Aquela noite eu perguntei aos quatro separadamente se eles tinham algumas ideias a respeito do encarte do single. Roland disse: “Um texto escrito em letras brancas num papel preto é indiscutivelmente ainda a melhor oferta”. Curt disse: “Você é provavelmente a melhor pessoa para fazer algo louco e fora dos padrões”. Ian disse “Eu não gosto deles, não estou interessado”. Manny disse: “Você sabia que eu costumava tocar bateria para ‘Rocky Rocketts and the Jet Pilots of Jive?"— Chris Hughes (produtor), no encarte do single

## Significados
“Muitas pessoas pensam que “Shout” é outra canção sobre a teoria do Grito Primal, dando continuidade à temática do nosso primeiro álbum. Na verdade é mais um protesto político. Surgiu em 1984, quando muitas pessoas ainda estavam preocupadas a respeito dos resultados da Guerra Fria e foi basicamente um encorajamento para elas protestarem.”— Roland Orzabal
“Trata-se de um protesto na medida em que encoraja as pessoas a não fazerem coisas sem se questionarem sobre elas. Pessoas agem sem pensar pois é assim que as coisas acontecem na sociedade. Então é uma canção comum, sobre como as pessoas aceitam qualquer velha aflição que é atirada contra elas." — Curt Smith

## Versões
“Shout” é de longe a canção mais remixada do catálogo da banda, com pelo menos quinze versões diferentes lançadas sob o nome do Tears for Fears.
Como era comum na década de 1980, o lançamento do single original de 12’’ contava com um remix estendido da canção. Três remixes feitos pelos colaboradores Steve Thompson e Michael Babiero apareceram mais tarde nos lançamentos americanos do single, incluindo um dub remix e versões a cappella. Mais recentemente, remixes foram feitos por DJs notáveis como Jakatta, Fergie, Skylark e Beathcuggers. A canção também foi incluída no jogo DJ Hero.
Em conjunto com os remixes de 12'', “Shout” também foi lançado em três diferentes versões de 7’’. A versão original do single lançada no Reino Unido e em grande parte do mundo tinha duração de 5:53 e é o mesmo remix encontrado no LP de Songs from the Big Chair, embora numa forma editada. A versão lançada na Alemanha e no Japão tem 4:51 de duração e termina durante um solo de guitarra. Entretanto, a versão final lançada na América é especialmente adaptada para o rádio com 3:59 de duração, contando com edições no refrão e nos instrumentais.

## Variações de lançamento
Em conjunto com o padrão de lançamentos de 7’’ e 12’’, o single de “Shout” também foi lançado no Reino Unido em duas edições de colecionador: uma edição limitada do single de 10’’, e uma edição de 7’’ em um box contando com um calendário da banda. Uma edição similar do box de 7’’ foi lançada no Canadá, esta contando com um livreto de 12 páginas com fotos da banda.
Em 1988, o single de “Shout” foi relançado em formato de CD. O disco incluía duas mixagens da faixa título, uma remix de “Everybody Wants to Rule the World” e o videoclipe de “Shout”.

## Lado B
“The Big Chair” é um instrumental que serviu como lado B para o single de “Shout”.
Embora não existam letras na canção, a faixa contém diálogos dos atores Sally Field e William Prince, do filme de 1976 Sybil, de onde o nome da canção em questão e do álbum Songs from the Big Chair foram retirados. Essa é uma das poucas canções no catálogo da banda em que Curt Smith compartilha os créditos da composição. A canção foi incluída na coletânea de lados B e raridades da banda Saturnine Martial & Lunatic (1996), assim como também nos relançamentos remasterizados e deluxe de Songs From the Big Chair.
"A faixa foi fortemente inspirada pelo filme Sybil, sobre uma mulher submetida à psicoterapia que sofre de múltiplas personalidades. A grande cadeira do consultório de sua terapeuta é o lugar em que Sybil se sente mais segura para recontar os horrores de sua infância."— Roland Orzabal

## Videoclipe
O videoclipe promocional de "Shout”, filmado no final de 1984, foi o segundo vídeo de Tears for Fears dirigido pelo famoso produtor de videoclipes Nigel Dick. O vídeo conta com sequencias de Roland Orzabal e Curt Smith no Durdle Door, na Inglaterra, assim como também algumas apresentações da canção em estúdio com a banda completa (incluindo Ian Stanley e Manny Elias) em meio à familiares e amigos. O custo de produção do vídeo foi de 14.000 dólares. Juntamente com o videoclipe de “Everybody Wants to Rule the World”, o vídeo de “Shout” foi de grande valia para ajudar a estabelecer a banda como presença constante no canal de vídeos MTV. Ironicamente, a banda pensou em fazer um segundo vídeo para o lançamento americano do single, uma vez que o original não foi considerado muito amigável pela MTV.

## Shout for England
Em 2010, “Shout” foi usado como base para um hino não oficial da seleção de futebol da Inglaterra na Copa do Mundo FIFA de 2010. A nova versão de Shout for England feat. Dizzee Rascal e James Corden utilizava elementos da canção de Tears for Fears entre novos versos escritos especialmente para a Copa do Mundo de 2010. A faixa também utilizou samples de “Grandma’s Hands” de Bill Withers e foi produzida por Simon Cowell em associação com Talk Talk. Foi lançado dia 9 de junho de 2010. Em 13 de junho, a faixa entrou no UK Singles Chart atingindo o 1º lugar (o segundo remake da banda a atingir o primeiro lugar no Reino Unido, atrás da versão de "Mad World" de Michael Andrews e Gary Jules, que conquistou a posição no Natal de 2003).

## Desempenho nas tabelas musicais
| Parada musical (1985)                           | Posição alcançada |
| ----------------------------------------------- | ----------------- |
| África do Sul (Springbok Radio)                 | 2                 |
| Alemanha (Official German Charts)               | 1                 |
| Austrália (Kent Music Report)                   | 1                 |
| Áustria (Ö3 Austria Top 40)                     | 6                 |
| Bélgica (Ultratop Flanders)                     | 1                 |
| Canadá (CHUM)                                   | 1                 |
| Canadá Top Singles (RPM)                        | 1                 |
| Europa (Eurochart Hot 100)                      | 1                 |
| França (SNEP)                                   | 21                |
| Irlanda (IRMA)                                  | 5                 |
| Itália (FIMI)                                   | 2                 |
| Noruega (VG-lista)                              | 5                 |
| Nova Zelândia (Recorded Music NZ)               | 1                 |
| Países Baixos (Dutch Top 40)                    | 1                 |
| Países Baixos (Single Top 100)                  | 1                 |
| Polônia (LP3)                                   | 3                 |
| Suécia (Sverigetopplistan)                      | 16                |
| Suíça (Schweizer Hitparade)                     | 1                 |
| UK Singles Chart (Official Charts Company)      | 4                 |
| US Billboard Hot 100                            | 1                 |
| US Billboard Hot Black Singles                  | 56                |
| US Billboard Hot Dance Club Play                | 1                 |
| US Billboard Hot Dance Music/Maxi-Singles Sales | 1                 |
| US Billboard Top Rock Tracks                    | 6                 |
| US Cash Box                                     | 1                 |

| Parada (1985)                  | Posição alcançada |
| ------------------------------ | ----------------- |
| Austrália (Kent Music Report)  | 14                |
| Bélgica (Ultratop 50 Flanders) | 14                |
| Canadá (RPM)                   | 8                 |
| Itália (FIMI)                  | 20                |
| Países Baixos (Dutch Top 40)   | 10                |
| Países Baixos (Single Top 100) | 6                 |
| South Africa (Springbok Radio) | 16                |
| Suíça (Schweizer Hitparade)    | 13                |
| US Billboard Hot 100           | 21                |
| US Cashbox                     | 13                |

| Região         | Empresa      | Certificação | Vendas   |
| -------------- | ------------ | ------------ | -------- |
| Canadá         | Music Canada | Platina      | 10.000^  |
| Reino Unido    | BPI          | Prata        | 250.000^ |
| Estados Unidos | RIAA         | Ouro         | 500.000^ |